# Động đất Doanh Giang 2014
Động đất Doanh Giang 2014 (tiếng Trung: 2014年盈江地震) là trận động đất xảy ra vào lúc 04:49 (CST), ngày 24 tháng 5 năm 2014. Trận động đất có cường độ 5.6 richter, tâm chấn độ sâu khoảng 12 km. Hậu quả trận động đất đã làm 15 người bị thương.